# Foveosa
Foveosa là một chi nhện trong họ Lycosidae.